# Estereotips sobre els valencians
Els estereotips sobre els valencians són el conjunt de generalitzacions sobre el mode de ser dels valencians que poden o no reflectir la realitat. Tradicionalment, estos estereotips es donaven al context de l'Estat espanyol. Tanmateix, amb la fluïdesa de les comunicacions arran de la tercera globalització, els diferents estereotips poden difondre's a llocs més llunyans.
Una de les percepcions sobre els valencians és la d'un territori amb multiplicitat d'elements festius de caràcter exòtic. Tot i haver-se encunyat un terme per a referir-se a esta percepció del País Valencià, el Levante feliz, autors com Antoni Ariño troben ja l'estereotip en l'obra del segle xviii El carácter del pueblo valenciano, de Vicente Franco.
Pel que fa a l'àmbit acadèmic, existeix una percepció del poble valencià com a indefinit, en contrast, o respecte, a Catalunya i Castella.
L'estereotip que moltes generacions de valencians han vist com a més definidor de la personalitat pròpia ha estat el del Levante feliz, expressió encunyada als mitjans periodístics de Madrid republicà durant la Guerra Civil Espanyola, presentava una imatge idíl·lica del País Valencià que enrailava amb l'imaginari de la burgesia citrícola valenciana de finals del Segle XIX i dels renaixentistes conservadors de Teodor Llorente. Al relat madrileny del Levante Feliz, però, se li sumaven nous elements com l'ús del terme Llevant com a evocadora d'una llunyania difusa, orientalitzadora; i el terme Feliç en referència a la llunyania de la Guerra, la llunyania inicial dels bombarders i de la fam.
L'expressió fon popularitzada pel periodista José Luis Salado de La Voz. Tanmateix, ell utilitzava l'expressió amb un significat diferent del que finalment feu fortuna, ja que per a ell el Levante feliz era aquell, entre Cartagena i Roses, on es refugiaren diversos membres de les elits madrilenyes al Madrid encerclat. L'expressió arribà a València i arribà a ser criticada per diaris republicans com ara El Mercantil Valenciano i El Pueblo, que arribaren a interpretar-la com un atac a la població valenciana en el seu conjunt.
Molt citada en terres valencianes és la frase del Comte-Duc d'Olivares, al segle xvii, per la qual es concebia els valencians com a més molls que la resta de pobles de la Corona d'Aragó.